# Dusona carlsoni
Dusona carlsoni là một loài tò vò trong họ Ichneumonidae.